# Edgard Missiaen
Pour les articles homonymes, voir Missiaen.
 Edgard Georges Missiaen, né le 8 octobre 1889 à Roulers et décédé le 4 mai 1956 à Ypres fut un homme politique belge, membre du parti ouvrier belge, ensuite du PSB.
Il fut ébéniste. Il fut élu député à la Chambre des Représentants (1921-1929; 1932-1939 et 1949-1950); il fut sénateur (1932; 1939-49; 1950-56).